# Рота информационных технологий (Беларусь)
Рота информационных технологий (бел. Рота інфармацыйных тэхналогій), также IT-рота — подразделение Вооружённых сил Республики Беларусь, в сферу деятельности которого входит разработка программного обеспечения для нужд армии, обеспечение информационной и сетевой безопасности.

## История
25 февраля 2018 года министр обороны Беларуси Андрей Равков сообщил, что в стране появится специализированная рота, которая будет заниматься вопросами информационной безопасности. В июле минобороны сообщило, что планирует укомплектовать её в конце 2018 года. Подразделение начало функционировать в ноябре. В ряды роты попали молодые люди, проходившие срочную военную службу и имеющие высшее техническое образование по IT-специальностям. Первый призыв составил 40 человек. Ещё около 20 военнослужащих прибыли весной. Подразделение было сформировано на базе Военной академии. Первоначальный конкурс составил восемь человек на место.
26 декабря в здании академии для бойцов роты в торжественной обстановке с перерезанной красной лентой Андреем Равковым открылась отдельная компьютерная аудитория.
За первый год работы рота информационных технологий выполнила 8 проектов для белорусской армии. На 2020-й было запланировано ещё 22 проекта. Четыре из них ещё дорабатывались. Так, например, военнослужащие разрабатывали программу для обеспечения безопасности, которая позволяла отслеживать и отсылать на удалённый сервер данные о подключенных к компьютеру устройствах. Другие проекты касались учёта и распределения материальных средств или же расчёта на основе исходных данных сценариев боевых действий. Программисты IT-роты работали с 3D-моделированием. Ими был создан виртуальный тренажёр для Як-130.

## Служба
Отбор проходит на конкурсной основе. Главным условием является высшее техническое образование по IT-специальности. Новобранцев стараются набирать с навыками под конкретные проекты. Как правило, это уже довольно опытные программисты, уровнем не ниже middle. Кандидат должен пройти вступительный тест и получить одобрение от сотрудников отделения прикладного программирования Военной академии, которые изучают деловые и морально-психологические качества потенциальных бойцов. Часть бывших и действующих военнослужащих работала в Парке высоких технологий.
Бойцы живут в казарме, которая представляет собой типовое помещение. В наличии есть тренажёры, которые помогают бороться с различными профессиональными проблемами со здоровьем. Каждый солдат обеспечен персональным рабочим местом с высокопроизводительным компьютером. К тому же все они имеют бесперебойные пункты питания, и здесь же находится собственное серверное помещение. Кондиционер в рабочей аудитории имеет специальный режим кондиционирования воздуха и поддержания температуры. Класс организован в концепции «открытого пространства». Программисты друг от друга ограждены перегородками, сидя в удобных креслах с поддержкой для шеи. При проектировании интерьера были учтены также и звукопоглощение комнаты, вентиляция, кондиционирование и освещенность. Рабочий день — с 8:30 до 18:30.
Большую часть времени военнослужащие работают над какими-либо проектами, но попутно идёт их учёба, которая связана как с присвоением учётной специальности, так и с получением специальных знаний в области IT-индустрии. Основными задачи военных программистов является разработка программ по военной навигации, моделированию боевых действий и систем автоматизированного управления и создание тренажёрных систем, а также борьба с интернет-угрозами и обеспечение информационной безопасности. В то же время бойцы роты, так же, как и все другие подразделения белорусской армии, проходят курс начальной военной подготовки.

## Структура
Рота укомплектована тремя взводами по 20 человек.
Бойцы работают в группах: в зависимости от сложности проекта, от двух до восьми человек. Солдаты старшего призыва обычно становятся на должность тим-лидеров, поскольку уже хорошо ориентируются в проектах и могут распределять задачи для программистов-новобранцев. Связующим звеном между заказчиком и программным продуктом являются офицеры группы сопровождения деятельности, которые организуют всю работу подразделения.